# Nezamyslice (district de Prostějov)
Pour les articles homonymes, voir Nezamyslice.
Nezamyslice (en allemand : Nesamislitz) est un bourg (městys) du district de Prostějov, dans la région d'Olomouc, en République tchèque. Sa population s'élevait à 1 484 habitants en 2023.

## Géographie
Nezamyslice se trouve à 3 km au sud-ouest de Němčice nad Hanou, à 18 km au sud-sud-est de Prostějov, à 31 km au sud-sud-ouest d'Olomouc, à 214 km au sud-est de Prague.
La commune est limitée par Doloplazy et Víceměřice au nord, par Němčice nad Hanou et Mořice à l'est, par Tištín au sud et par Ivanovice na Hané et Dřevnovice à l'ouest.

## Histoire
La première mention écrite de la localité remonte à 1276.

## Administration
La commune se compose de deux sections :
- Nezamyslice
- Těšice

## Transports
Par la route, Nezamyslice se trouve à 5,4 km de Němčice nad Hanou, à 20 km de Prostějov, à 39 km d'Olomouc et à 255 km de Prague.